# Achnopogon
Genre
Classification APG III (2009)
Achnopogon est un genre de plantes à fleurs de la famille des Asteraceae, dont les espèces sont endémiques du Venezuela.

## Liste d'espèces
- Achnopogon steyermarkii Aristeg.
- Achnopogon virgatus Maguire, Steyerm. & Wurdack